# トゥー・ラバーズ
『トゥー・ラバーズ』（Two Lovers）は、2008年のアメリカ合衆国の恋愛映画。監督はジェームズ・グレイ、出演はホアキン・フェニックスとグウィネス・パルトローなど。フョードル・ドストエフスキーの『白夜』をモチーフにしている。
日本劇場未公開だが2011年10月15日にWOWOWで放送され、同年11月11日にDVDが発売された。

## キャスト
- レナード・クラディトー: ホアキン・フェニックス - 過去の失恋から情緒不安定となり、両親と同居している。
- ミシェル・ラウシュ: グウィネス・パルトロー - レナードと同じアパートに住む女性。法律事務所のアシスタント。
- サンドラ・コーエン: ヴィネッサ・ショウ - レナードを愛する女性。クリーニング会社の社長の娘。
- ルース・クラディトー: イザベラ・ロッセリーニ - レナードの母。レナードがミシェルを愛していることに気付く。
- ルーベン・クラディトー: モニ・モシュノフ（英語版） - レナードの父。クリーニング屋を経営。サンドラの父親に店を売る予定。
- ロナルド・ブラット: イライアス・コティーズ - ミシェルの不倫相手。法律事務所を経営。

## 作品の評価

### 映画批評家によるレビュー
Rotten Tomatoesによれば、批評家の一致した見解は「『トゥー・ラバーズ』は複雑で興味をそそる、豊かな演技のロマンティックなドラマである。」であり、165件の評論のうち高評価は82%にあたる135件で、平均点は10点満点中6.80点となっている。
Metacriticによれば、33件の評論のうち、高評価は27件、賛否混在は5件、低評価は1件で、平均点は100点満点中74点となっている。

### 受賞歴

#### 受賞
- ナショナル・ボード・オブ・レビュー賞 (2009年) インディペンデント映画賞（トップ10作品の1つ）

#### ノミネート
- 第25回インディペンデント・スピリット賞 監督賞（ジェームズ・グレイ）、主演女優賞（グウィネス・パルトロー）